# Český časopis historický
Český časopis historický, skrót ČČH – czeskie recenzowane czasopismo naukowe. 
Założone 17 listopada 1894, wydawane od 1895. Założycielami byli Antonín Rezek i Jaroslav Goll. Publikowane na jego łamach są artykuły naukowe poświęcone dziejom czeskim i powszechnym, materiały, dyskusje, recenzje i omówienia dzieł krajowej i zagranicznej historiografii. Od samego początku jest czasopismem recenzowanym. Jest indeksowany w międzynarodowych bazach bibliograficznych SCOPUS i ERIH (kategoria INT1). Znajduje się na liście czeskim czasopism recenzowanych nieimpaktowych. Wydawcą jest Historický ústav Akademie věd ČR.
Redaktorem zarządzającym jest Martin Holý, a zastępcą redaktora zarządzającego jest Radmila Švaříčková Slabáková.